# Genoni
Genoni (en sard, Genoni) és un municipi italià, dins de la província de Sardenya del Sud. L'any 2007 tenia 1.006 habitants. Es troba a la regió de Sarcidano. Limita amb els municipis d'Albagiara, Assolo, Genuri (VS), Gesturi (VS), Gonnosnò, Laconi, Nuragus (CA), Nureci, Setzu (VS), Sini.

## Administració
| Període | Identitat     | Partit        |
| ------- | ------------- | ------------- |
| 2005-   | Roberto Soddu | Llista cívica |